# کندوئنت
کندوئنت (انگلیسی: Conduent) شرکت فناوری اطلاعات آمریکایی است، که در سال ۲۰۱۷ تأسیس شد.